# Libertas Brindisi 1974-1975
La Libertas Brindisi 1974-1975, prende parte al primo campionato italiano di Serie A2 pallacanestro organizzato in Italia dopo la riforma dei campionati. Inserita in un girone unico nazionale a 10 squadre, chiude la stagione regolare all'8º posto con 5V e 13P, 1301 punti segnati e 1407 subiti. Nel successivo girone A di classificazione a 8 squadre giunge quarta con 5V e 9S, 1031 punti fatti e 1154 punti subiti, conquistando così la salvezza.

## Storia
Rispetto alla stagione precedente vengono acquistati a titolo definitivo Teodoro Arigliano dall'ASSI Brindisi e in prestito Roberto Milo, sempre dall'ASSI Brindisi. Dopo un anno trascorso nella Lazio Pallacanestro ritorna Marcello De Stradis. Vengono ceduti all'ASSI Brindisi Giuseppe Zingarelli, Raffaele Ungaro e gli Juniores Teodoro Rodi, Salvatore Zarcone e Massimo Fergnani. Novità della stagione è la possibilità di ingaggiare uno straniero per la prima volta nella storia della pallacanestro brindisina. Verrà scelto Larry Williams, dopo aver impressionato nel torneo estivo di Cisternino, una 2a scelta di 2,04 cm proveniente da Kansas State University, curiosità è la cifra dell'ingaggio circa 15.000 $. Miglior marcatore della stagione è Larry Williams con 742 in 32 partite, seguito da Solfrizzi con 570 p. e Labate con 316 p.

## Roster
| Libertas Brindisi 1974/1975 | Libertas Brindisi 1974/1975 |
| Giocatori                   | Staff tecnico               |
| --------------------------- | --------------------------- |

| N. | Naz.                   | Ruolo | Nome                  | Anno | Alt.   | Peso |  |
| -- | ---------------------- | ----- | --------------------- | ---- | ------ | ---- |  |
| 4  | Italia (bandiera)      | C     | Giuseppe Antelmi      | 1951 | 193 cm |      |  |
| 5  | Italia (bandiera)      | C     | Marcello Mazzotta     | 1957 | 202 cm |      |  |
| 6  | Italia (bandiera)      | A     | Maurizio Solfrizzi    | 1955 | 188 cm |      |  |
| 7  | Italia (bandiera)      | A     | Teodoro Arigliano     | 1948 | 191 cm |      |  |
| 9  | Italia (bandiera)      | G     | Claudio Calderari     | 1944 | 182 cm |      |  |
| 10 | Italia (bandiera)      | P     | Roberto Cordella      | 1957 | 185 cm |      |  |
| 11 | Italia (bandiera)      | C     | Giovanni Pentassuglia | 1954 | 195 cm |      |  |
| 12 | Italia (bandiera)      | C     | Daniele Cecco         | 1952 | 199 cm |      |  |
| 13 | Italia (bandiera)      | G     | Piero Labate ()       | 1951 | 193 cm |      |  |
| 14 | Italia (bandiera)      | P     | Marcello De Stradis   | 1953 | 179 cm |      |  |
| 16 | Italia (bandiera)      | C     | Franco Putignano      | 1954 | 202 cm |      |  |
| 17 | Italia (bandiera)      | AC    | Roberto Milo          | 1952 | 192 cm |      |  |
| 18 | Stati Uniti (bandiera) | C     | Larry Williams        | 1951 | 204 cm |      |  |

| Allenatore             |
| - Nicola Primaverili   |
| Assistente/i           |
| Legenda - (C) Capitano |

## Risultati

### Stagione regolare

#### Girone di andata
| Arbitri: | Pinto (Roma) Bianchi (Roma) |

|                                   |       |                                      |
| Nava 18, Flaborea 15, Ratcliff 13 | Punti | Williams 23, Solfrizzi 21, Labate 10 |

| Arbitri: | Gianfaglia (Napoli) Teofili (Roma) |

|                                     |       |                              |
| Williams 20, Solfrizzi 14, Cecco 11 | Punti | Faber 18, Rossi 9, Devetag 8 |

| Arbitri: | Rosi (Roma) Giacobbi (Roma) |

|                                   |       |                                     |
| Marisi 35, Mitchell 17, Fabris 12 | Punti | Williams 26, Solfrizzi 18, Cecco 12 |

| Arbitri: | Pinto (Roma) Filipponi (Roma) |

|                                   |       |                     |
| Solfrizzi 20, Labate 18, Cecco 12 | Punti | Wasley 21, Baggi 16 |

| Arbitri: | Fiorito (Roma) Oneto (Chiavari) |

|                                  |       |                                   |
| Williams 22, Labate 21, Cecco 10 | Punti | Brooks 29, Iacuzzo 16, Pozzecco 8 |

| Arbitri: | Spotti (Milano) Brianza (Milano) |

|                                 |       |                           |
| Gurini 30, Hughes 23, Natali 12 | Punti | Williams 35, Solfrizzi 25 |

| Arbitri: | Bottari (Messina) Giuliani (Messina) |

|                                      |       |                                    |
| Solfrizzi 17, Williams 14, Labate 14 | Punti | Beretta 22, Billeri 12, Kirkland 6 |

| Arbitri: | Oneto (Chiavari) Rocca (Genova) |

|                                  |       |                                      |
| Johnson 23, Zanello 21, Danzi 10 | Punti | Williams 24, Solfrizzi 19, Labate 10 |

| Arbitri: | Zanon (Venezia) Chiaranda (Venezia) |

|                                      |       |                               |
| Solfrizzi 23, Labate 21, Williams 21 | Punti | Laing 30, Paleari 15, Riva 11 |

#### Girone di ritorno
| Arbitri: | Martolini (Roma) Teofili (Roma) |

|                                       |       |                          |
| Williams 20, De Stradis 16, Labate 12 | Punti | Ratcliff 22, Flaborea 20 |

| Arbitri: | G.Ugatti (Salerno) V.Ugatti (Salerno) |

|                                |       |                                      |
| Faber 15, Marzoli 15, Rossi 10 | Punti | De Stradis 16, Milo 14, Solfrizzi 14 |

| Arbitri: | Ciampaglia (Napoli) Montella (Napoli) |

|                                          |       |                                  |
| Solfrizzi 29, Williams 20, De Stradis 12 | Punti | Marisi 18, Tesoro 14, Rosetti 13 |

| Arbitri: | Cagnazzo (Roma) Verh (Milano) |

|                                      |       |                                     |
| Wasley 29, Baloncini 16, Pedrazzi 10 | Punti | Solfrizzi 29, Williams 13, Cecco 12 |

| Arbitri: | Baronelli (Gallarate) Bianchi (Roma) |

|                                   |       |                                        |
| Brooks 29, Pozzecco 13, Bubnic 13 | Punti | Williams 31, De Stradis 13, Cordella 8 |

| Arbitri: | Bottari (Messina) Giuliano (Messina) |

|                                       |       |                                 |
| Solfrizzi 30, Williams 22, Cordella 9 | Punti | Hughes 24, Florio 22, Gurini 15 |

| Arbitri: | Sidoli (Reggio Emilia) Graziani (Bologna) |

|                                       |       |                                    |
| Billeri 24, Kirkland 21, Scartozzi 15 | Punti | Solfrizzi 35, Williams 17, Cecco 8 |

| Arbitri: | Ugatti G. (Salerno) Ugatti V. (Salerno) |

|                                        |       |                                     |
| Williams 28, Solfrizzi 24, Cordella 10 | Punti | Johnson 34, Zanolla 19, Napoleoni 9 |

| Arbitri: | Albanesi (Busto Arsizio) Spotti (Milano) |

|                                      |       |                                      |
| Frediani 32, Marietta 18, Paleari 13 | Punti | Williams 32, Solfrizzi 17, Labate 11 |

### Poule di Classificazione A
| Arbitri: | Baldini (Firenze) Bianchi (Roma) |

|                                      |       |                                      |
| Andrews 36, Cioffi 20, Scodavolpe 14 | Punti | Williams 38, Solfrizzi 18, Labate 12 |

| Arbitri: | Cagnazzo (Roma) Filipponi (Roma) |

|                                      |       |                                        |
| Williams 34, Solfrizzi 20, Labate 18 | Punti | Gorghetto 28, Carraro 26, Christian 24 |

| Arbitri: | Scotti (Milano) Brianza (Milano) |

|                                  |       |                                    |
| Labate 20, Williams 16, Cecco 15 | Punti | Cerioni 19, Lauriski 18, Masini 16 |

| Arbitri: | Dal Fiume (Bologna) Rotondo (Bologna) |

|                                   |       |                                     |
| Sutter 25, Serra 24, Lucarelli 17 | Punti | Williams 22, Cordella 15, Labate 14 |

| Arbitri: | Giuliano (Messina) Maurizi (Bologna) |

|                                    |       |                                     |
| Rossi 22, Oliveti 17, D'Ottavio 16 | Punti | Williams 22, Cordella 15, Labate 14 |

| Arbitri: | Rotondo (Bologna) Graziani (Bologna) |

|                                      |       |                                        |
| Solfrizzi 20, Williams 19, Labate 18 | Punti | Hughes 20, Grasselli 20, Cinciarini 16 |

| Arbitri: | Giacobbi (Roma) Rosi (Roma) |

|                                       |       |                                          |
| Kirkland 30, Scartozzi 17, Beretta 13 | Punti | Williams 28, De Stradis 20, Solfrizzi 13 |

| Arbitri: | Albanesi (Busto Arsizio) Paronelli (Gavirate) |

|                                      |       |                                    |
| Williams 24, Solfrizzi 14, Labate 12 | Punti | Fucile 27, Andrews 17, Trevisan 12 |

| Arbitri: | Dal Fiume (Imola) Graziani (Bologna) |

|                                       |       |                                      |
| Gorghetto 28, Carraro 20, Bufalini 12 | Punti | Williams 24, Labate 17, Solfrizzi 12 |

| Arbitri: | Sidoli (Reggio Calabria) Rotondo (Bologna) |

|                                       |       |                                     |
| Lauriski 30, Vendemini 25, Gennari 18 | Punti | Williams 30, Cecco 15, Solfrizzi 10 |

| Arbitri: | Fiorito (Roma) Martolini (Roma) |

|                                     |       |                                    |
| Williams 21, Solfrizzi 14, Cecco 11 | Punti | Sutter 23, Ferello 20, De Rossi 10 |

| Arbitri: | Vitolo (Pisa) Campanella (Livorno) |

|                                        |       |                                |
| Williams 23, Solfrizzi 15, Cordella 13 | Punti | Faber 17, Devetag 13, Rossi 12 |

| Arbitri: | Solenghi (Milano) Spotti (Milano) |

|                                      |       |                                       |
| Hughes 29, Cinciarini 22, Lestini 18 | Punti | Williams 20, De Stradis 12, Labate 10 |

| Arbitri: | Martolini (Roma) Teofili (Roma) |

|                                      |       |                                       |
| Williams 40, Labate 22, Solfrizzi 13 | Punti | Kirkland 30, Scartozzi 18, Beretta 12 |

## Statistiche di squadra
| Competizione                           | Punti | In casa | In casa | In casa | In casa | In casa | In trasferta | In trasferta | In trasferta | In trasferta | In trasferta | Totale | Totale | Totale | Totale | Totale | Totale |
| Competizione                           | Punti | G       | V       | P       | PF      | PS      | G            | V            | P            | PF           | PS           | G      | V      | P      | PF     | PS     | DIF    |
| -------------------------------------- | ----- | ------- | ------- | ------- | ------- | ------- | ------------ | ------------ | ------------ | ------------ | ------------ | ------ | ------ | ------ | ------ | ------ | ------ |
| Serie A2 1974-75 Stagione Regolare     | 10    | 9       | 5       | 4       | 651     | 647     | 9            | 0            | 9            | 650          | 760          | 18     | 5      | 13     | 1301   | 1407   | -106   |
| Serie A2 1974-75 Poule Classificazione | 10    | 7       | 3       | 4       | 511     | 531     | 7            | 2            | 5            | 520          | 623          | 14     | 5      | 9      | 1031   | 1156   | -125   |
| Totale                                 | 20    | 16      | 8       | 8       | 1162    | 1178    | 16           | 2            | 14           | 1170         | 1383         | 32     | 10     | 22     | 2332   | 2563   | -231   |

## Fonti
La Gazzetta del Mezzogiorno edizione 1974-75